# Wybory parlamentarne w Rosji w 2011 roku

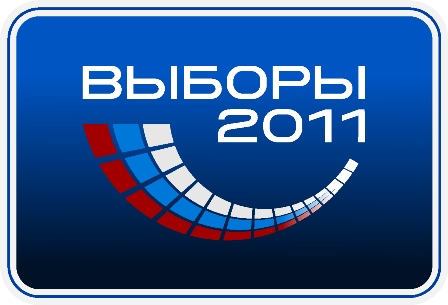
Oficjalne logo rosyjskich wyborów parlamentarnych w 2011

Wybory parlamentarne w Federacji Rosyjskiej odbyły się 4 grudnia 2011.
Do podziału było 450 miejsc w Dumie Państwowej, izbie niższej Zgromadzenia Federalnego (rosyjskiego Parlamentu).
Po raz pierwszy posłów wybierano na pięcioletnią kadencję.

## Progi wyborcze
Próg wyborczy wynosi 7%. Natomiast partia, która osiągnie między 5 a 6%, otrzymuje 1 miejsce w Dumie Państwowej, zaś partia, która zdobędzie między 6 a 7% - 2 miejsca.

## Wyniki
Wybory parlamentarne do Dumy Państwowej wygrała rządząca krajem Jedna Rosja uzyskując 49,32% ważnie oddanych głosów. Daleko w tyle uplasowała się Komunistyczna Partia Federacji Rosyjskiej z 19,19% poparcia. Frekwencja wyborcza wyniosła 60,21%
| Wyniki Wyborów parlamentarnych w Rosji 4 grudnia 2011 roku. | Wyniki Wyborów parlamentarnych w Rosji 4 grudnia 2011 roku. | Wyniki Wyborów parlamentarnych w Rosji 4 grudnia 2011 roku. | Wyniki Wyborów parlamentarnych w Rosji 4 grudnia 2011 roku. | Wyniki Wyborów parlamentarnych w Rosji 4 grudnia 2011 roku. |
| Partia                                                      | Partia                                                      | Głosy                                                       | %                                                           | Mandaty                                                     |
| ----------------------------------------------------------- | ----------------------------------------------------------- | ----------------------------------------------------------- | ----------------------------------------------------------- | ----------------------------------------------------------- |
| Jedna Rosja                                                 | Jedna Rosja                                                 | 32 383 711                                                  | 49,32%                                                      | 238                                                         |
| Komunistyczna Partia Federacji Rosyjskiej                   | Komunistyczna Partia Federacji Rosyjskiej                   | 12 599 507                                                  | 19,19%                                                      | 92                                                          |
| Sprawiedliwa Rosja                                          | Sprawiedliwa Rosja                                          | 8 695 523                                                   | 13,24%                                                      | 64                                                          |
| Liberalno-Demokratyczna Partia Rosji                        | Liberalno-Demokratyczna Partia Rosji                        | 7 663 570                                                   | 11,67%                                                      | 56                                                          |
| Jabłoko                                                     | Jabłoko                                                     | 2 252 140                                                   | 3,43%                                                       | 0                                                           |
| Patrioci Rosji                                              | Patrioci Rosji                                              | 639 044                                                     | 0,97%                                                       | 0                                                           |
| Słuszna Sprawa                                              | Słuszna Sprawa                                              | 392 767                                                     | 0,60%                                                       | 0                                                           |
| Razem                                                       | Razem                                                       | 103 023 773                                                 | 100,0%                                                      | 450                                                         |

## Fałszerstwa wyborcze
Doniesiono o około 1100 przypadkach pogwałcenia prawa wyborczego - według przedstawiciela państwowej Centralnej Komisji Wyborczej większość się nie potwierdziła.